# Trinidad en Tobago op de Olympische Zomerspelen 2024
Trinidad en Tobago nam deel aan de Olympische Zomerspelen 2024 in Parijs.

## Aantal Deelnemers
Hieronder volgt een overzicht van de atleten die deelnamen aan de Olympische Zomerspelen van 2024.
| Sport       | Mannen | Vrouwen | Totaal |
| ----------- | ------ | ------- | ------ |
| Atletiek    | 7      | 7       | 14     |
| Wielersport | 2      | 0       | 2      |
| Zwemmen     | 1      | 1       | 2      |
| Totaal      | 10     | 8       | 18     |

## Deelnemers en resultaten

### Atletiek

#### Loopnummers
Mannen
| Atleet                                                               | Onderdeel | Voorronde | Voorronde | Series  | Series | Herkansingen | Herkansingen | Halve finale   | Halve finale   | Finale         | Finale         |
| Atleet                                                               | Onderdeel | Tijd      | Rang      | Tijd    | Rang   | Tijd         | Rang         | Tijd           | Rang           | Tijd           | Rang           |
| -------------------------------------------------------------------- | --------- | --------- | --------- | ------- | ------ | ------------ | ------------ | -------------- | -------------- | -------------- | -------------- |
| Devin Augustine                                                      | 100 m     | bye       | bye       | 10,31   | 5      | n.v.t.       | n.v.t.       | Niet geplaatst | Niet geplaatst | Niet geplaatst | Niet geplaatst |
| Jereem Richards                                                      | 400 m     | n.v.t.    | n.v.t.    | 44,31   | 2 Q    | bye          | bye          | 44,33          | 2 Q            | 43,78          | 4              |
| Elijah Joseph Jaden Marchan Shakeem McKay Renny Quow Jereem Richards | 4x400 m   | n.v.t.    | n.v.t.    | 3.06,73 | 8      | n.v.t.       | n.v.t.       | n.v.t.         | n.v.t.         | niet geplaatst | niet geplaatst |

Vrouwen
| atleet                                                                      | onderdeel | voorronde | voorronde | series | series | herkansingen | herkansingen | halve finale   | halve finale   | finale         | finale         |
| atleet                                                                      | onderdeel | tijd      | rang      | tijd   | rang   | tijd         | rang         | tijd           | rang           | tijd           | rang           |
| --------------------------------------------------------------------------- | --------- | --------- | --------- | ------ | ------ | ------------ | ------------ | -------------- | -------------- | -------------- | -------------- |
| Michelle-Lee Ahye                                                           | 100 m     | bye       | bye       | 11,33  | 4      | n.v.t.       | n.v.t.       | niet geplaatst | niet geplaatst | niet geplaatst | niet geplaatst |
| Leah Bertrand                                                               | 100 m     | bye       | bye       | 11,27  | 3 Q    | bye          | bye          | 11,37          | 9              | niet geplaatst | niet geplaatst |
| Michelle-Lee Ahye Leah Bertrand Sanaa Frederick Sole Frederick Akilah Lewis | 4x100 m   | n.v.t.    | n.v.t.    | 43,99  | 8      | n.v.t.       | n.v.t.       | n.v.t.         | n.v.t.         | niet geplaatst | niet geplaatst |

#### Technische nummers
Mannen
| atleet          | onderdeel   | kwalificaties | kwalificaties | finale     | finale |
| atleet          | onderdeel   | afstand       | rang          | afstand    | rang   |
| --------------- | ----------- | ------------- | ------------- | ---------- | ------ |
| Keshorn Walcott | speerwerpen | 83,02 m       | 11 q          | 86,16 m SB | 7      |

Vrouwen
| atlete          | onderdeel   | kwalificaties | kwalificaties | finale         | finale         |
| atlete          | onderdeel   | afstand       | rang          | afstand        | rang           |
| --------------- | ----------- | ------------- | ------------- | -------------- | -------------- |
| Portious Warren | kogelstoten | 17,22 m       | 22            | niet geplaatst | niet geplaatst |

### Wielrennen

#### Baanwielrennen
Keirin
| atleet        | onderdeel       | ronde 1 | herkansing | kwartfinale    | halve finale   | finale         |
| atleet        | onderdeel       | rang    | rang       | rang           | rang           | rang           |
| ------------- | --------------- | ------- | ---------- | -------------- | -------------- | -------------- |
| Kwesi Browne  | keirin (mannen) | 3 H     | DNF        | niet geplaatst | niet geplaatst | niet geplaatst |
| Nicholas Paul | keirin (mannen) | 1 Q     | bye        | 5              | niet geplaatst | niet geplaatst |

Sprint
| atleet        | onderdeel       | kwalificaties | kwalificaties | ronde 1              | herkansing 1         | ronde 2              | herkansing 2         | ronde 3              | herkansing 3           | kwartfinale          | halve finale         | finale/BM            | finale/BM      |
| atleet        | onderdeel       | tijd          | rang          | tegenstander uitslag | tegenstander uitslag | tegenstander uitslag | tegenstander uitslag | tegenstander uitslag | tegenstander uitslag   | tegenstander uitslag | tegenstander uitslag | tegenstander uitslag | rang           |
| ------------- | --------------- | ------------- | ------------- | -------------------- | -------------------- | -------------------- | -------------------- | -------------------- | ---------------------- | -------------------- | -------------------- | -------------------- | -------------- |
| Kwesi Browne  | sprint (mannen) | 9,773         | 26            | niet geplaatst       | niet geplaatst       | niet geplaatst       | niet geplaatst       | niet geplaatst       | niet geplaatst         | niet geplaatst       | niet geplaatst       | niet geplaatst       | niet geplaatst |
| Nicholas Paul | sprint (mannen) | 9,371         | 9 Q           | Obara W 9,887        | bye                  | Ota W 9,949          | bye                  | Carlin V 9,965       | Obara Hoffman V 10,412 | niet geplaatst       | niet geplaatst       | niet geplaatst       | niet geplaatst |

### Zwemmen
Mannen
| atleet       | onderdeel        | series | series | halve finale   | halve finale   | finale         | finale         |
| atleet       | onderdeel        | tijd   | rang   | tijd           | rang           | tijd           | rang           |
| ------------ | ---------------- | ------ | ------ | -------------- | -------------- | -------------- | -------------- |
| Dylan Carter | 50 m vrije slag  | 22,18  | 29     | niet geplaatst | niet geplaatst | niet geplaatst | niet geplaatst |
| Dylan Carter | 100 m vrije slag | 49,35  | 34     | niet geplaatst | niet geplaatst | niet geplaatst | niet geplaatst |

Vrouwen
| atleet        | onderdeel     | series  | series | halve finale   | halve finale   | finale         | finale         |
| atleet        | onderdeel     | tijd    | rang   | tijd           | rang           | tijd           | rang           |
| ------------- | ------------- | ------- | ------ | -------------- | -------------- | -------------- | -------------- |
| Zuri Ferguson | 100 m rugslag | 1.02,75 | 27     | niet geplaatst | niet geplaatst | niet geplaatst | niet geplaatst |